# Richard-Benz-Medaille für Kunst und Wissenschaft
Die Richard-Benz-Medaille für Kunst und Wissenschaft ist eine von der Stadt Heidelberg gestiftete Medaille. Sie wird verliehen für besondere Verdienste um die Stadt Heidelberg und ist nach Richard Benz benannt.

## Allgemeines
Die Stiftung der Richard-Benz-Medaille beschloss der Gemeinderat der Stadt Heidelberg am 28. Oktober 1976 zum zehnjährigen Todestag von Richard Benz. Die Medaille besteht aus Bronze und trägt auf der Vorderseite das Porträt von Richard Benz im Halbrelief mit dessen Lebensdaten in Umschrift. Auf der Rückseite befindet sich in der Mitte das Stadtwappen, darüber steht der Name des Geehrten und das Verleihungsdatum. Unter dem Wappen steht Dem Geist verpflichtet in schöpferischem Sinn. Auf dem Rand der Medaille steht Für Verdienste um Kunst und Wissenschaft.
Über die Verleihung der Richard-Benz-Medaille entscheidet der Heidelberger Gemeinderat in nichtöffentlicher Sitzung. Der Beschluss über die Verleihung bedarf der Mehrheit von zwei Dritteln aller Mitglieder des Gemeinderates. Jeweils höchstens zehn lebende Personen können Träger der Medaille sein.

## Preisträger
- 1977: Wolfgang Fortner
- 1982: Hilde Domin
- 1993: Max Berk
- 1997: Karl Kollnig
- 1998: Anselm Riedl
- 2000: Walter Gillich
- 2000: Viktor Dulger
- 2002: Peter Schuhmacher
- 2003: Michael Buselmeier
- 2004: Elsbeth Janda
- 2009: Manfred Lautenschläger
- 2011: Klaus Tschira
- 2013: Ute Richter
- 2016: Werner Schaub
- 2018: Klaus Staeck
- 2019: Inge Mauerer-Klesel
- 2021: Frederik Hahn
- 2022: Edith Heard
- 2024: Gerda Tschira